# 가타야마촌 (사이타마현)
가타야마촌(片山村)은 사이타마현 기타아다치군에 존재했던 촌이다.
1955년 3월 1일 오와다정과 합병에 의해 니자정의 성립에 의해 폐지되었다. 

## 지리
사이타마현 기타아다치 지역의 아라카와 우안(구 니쿠라군 지역)에 위치하고 있다.

## 역사
- 1889년 4월 1일 - 정촌제 시행에 수반해 니쿠라군 오와다정이 성립하였다.
- 1896년 3월 29일 - 니쿠라군이 기타아다치군에 편입에 의해 기타아다치군 오와다정이 되었다.
- 1955년 3월 1일 - 오와다정과 합병해, 니자정이 성립해, 가타야마촌은 폐지되었다.

## 교통

### 철도
- 가타야마촌의 폐지 당시(1955년 3월 1일) 촌내에는 역이 없었다.
- 촌 서부에서 남동부에 세이부 이케부쿠로선 히가시쿠루메역, 다나시마치역, 호야역이 있다.